# Кореґусу
Кореґусу (яп. コーレーグス з рюк. 高麗胡椒 こーれーぐす ко:ре:ґусу, вид гострого перцю чилі; серед інших назв — コーレーグース та コーレーグスー) — одни з видів окінавського соусу чилі на основі аваморі, є популярною приправою до окінавських страв, і до окінавської соби зокрема.

## Етимологія та історія
Принаймні з 16 століття термін "перець Корьо" використоввався для різновидів перцю чилі (це вживання зберігається в деяких діалектах Кюсю). Окінавською мовою, термін "куріґусу" окреслює все, що стосується самого перцю чилі, але в японській мові цей термін застосовується лише до соусу чилі на основі аваморі.
Згідно з японськими джерелами (Record of the Origin of the Ryūkyū Kingdom), чилі був завезений до Сацуми-хан у 18 столітті. Існує гіпотеза, що соус кореґусу походить від гавайської приправи, води з перцю чилі, і був привезений повернувшимися мігрантами з Окінави, але його точне походження невідомо.

## Приготування та використання
Перець чилі промивають, а потім замочують в аваморі принаймні на 10 днів. Кореґусу — комерційний продукт (з додаванням оцту та лимонної кислоти), хоча також часто він готується вдома.
Деякі сорти кореґусу виготовляються з оцтом або соєвим соусом замість аваморі. На острові Міяко та деяких інших островах Сакісіма також часто використовують подрібнений перець чилі або пасту з нього, яку змішують з часником.
Кореґусу — це традиційна приправа на островах Рюкю, вона використовується з окінавською собою, чанпуру, сашімі та місошіру. Завдяки вмісту алкоголю та низькій в’язкості, кореґусу може різко змінити смак страви навіть у невеликих кількостях, тому рекомендують помірковане використання.